# Barbus neumayeri
Barbus neumayeri är en fiskart som beskrevs av Fischer, 1884. Barbus neumayeri ingår i släktet Barbus och familjen karpfiskar. IUCN kategoriserar arten globalt som livskraftig. Inga underarter finns listade.